# Represor
Represor  w transkrypcji DNA to substancja spowalniająca wydajność wytwarzania mRNA. Represor wiąże się z DNA i jest przestrzenno-polowo komplementarny do zewnętrznej sekwencji nukleotydowej miejsca z którego po jego oderwaniu będzie zaczynać się transkrypcja mRNA.
Pierwszym poznanym represorem był represor termicznej indukcji bakteriofaga T1. Bakterie replikują się przez wiele pokoleń nosząc w sobie ten gen, który jest dla nich śmiercionośny. Uaktywnia się on po podgrzaniu bakterii do 41 °C na skutek odłączenia represora uruchamiającego masową, niekontrolowaną produkcję białek i DNA retrowirusa kończącą się rozerwaniem zarażonych bakterii i ich śmiercią.

Przykładem działania represora w i jego znaczenia jest proces transkrypcji genów kodujących enzymy przetwarzające laktozę w komórce. W procesie tym, represor, łącząc się z operatorem, blokuje wiązanie się polimerazy RNA z promotorem, gdy w komórce brak laktozy. Induktor, łącząc się z represorem, powoduje odblokowanie operatora, co umożliwia transkrypcję genów.